# Арнгольдт, Адам Иванович
Ада́м Ива́нович А́рнгольдт (1785―????) ― русский врач, хирург, профессор, заведующий хирургическим отделением клиники Казанского университета (1817—1819).

## Биография
Родился в 1785 году.
В 1804 году поступил в Санкт-Петербургская медико-хирургическая академия. В 1807 году начал служить в Петербургском морском госпитале. В 1810 году стал врачом Казанского адмиралтейства, затем перешёл на работу в Казанский университет. Профессор В. С. Груздев писал:

«Так как Арнгольд вовсе не был специально знаком с акушерством, то и деятельность его в качестве преподавателя этого предмета заслуживает упоминания только потому, что он был первым представителем этой науки в Казани» («Краткий очерк истории акушерства и гинекологии в России».— 
С августа 1812 года Арнгольдт начал читать свои лекции университете. С этого времени акушерство преподаётся в Казани непрерывно. Стал организатором чтений теоретического курса и аудиторных практических занятий.
Читал курс акушерства по иностранному руководству Фрорипа. Хотя к этому времени уже было издано Н. М. Максимович-Амбодиком первое отечественное руководство на русском языке «Искусство повивания или наука о бабичьем деле» (1784), но оно, вероятно, не использовалось широко. По крайней мере, в архивных документах нет указания на использование Арнгольдтом этого учебного пособия.
Поэтому, испытывая определённые трудности обучения предмету на иностранном языке, он перевёл с немецкого и издал на русском языке книгу «Обозрение практического родовспомогательного искусства, начертанное в таблице» с красочными «Таблицами Мартенса» для облегчения изучения «родоврачебного искусства». Это издание по родовспомогательному искусству, начертанное в таблицах Ф. Г. Мартенсом" (Казань, 1813) стало первым в Казани руководством на русском языке для изучения акушерства.
В 1814 году уехал в Тобольск, где работал директором училищ Тобольской губернии, проработал там около двух лет. В 1817 году вернулся в Казань и 5 августа снова определён на должность профессора хирургии в университете.
Заботился о санитарном состоянии города Казани. 5 июля 1818 года публично прочитал речь «Рассуждение об отношении общего организма к особенному и влияние воздуха и воды на здравие организма». В ней профессор Арнгольдт затронул «Животрепещущий вопрос о неблагоприятных санитарных условиях г. Казани, с отсутствием доброкачественной питьевой воды в их главе, и усиленно призывал казанских граждан к попечениям и материальным жертвам в пользу общественной гигиены».
В последующие годы работал инспектором симбирской врачебной управы, написал трактат «О священных основаниях биологии и пр.».